# Tripp Eisen
Tod Rex Salvador (29 de junio de 1965), más conocido como Tripp Eisen y previamente como Tripp Rex Eisen, es un músico y exmiembro de Murderdolls, Static-X, Dope, Ego, Fractured Mirror, Lovesick, The Right, Vamp and Teeze/Roughhouse. Eisen, diferente a muchos músicos populares, apoya en sus canciones el liberalismo libertario conservador, lo que no agrado a sus fanes que apoyan el liberalismo demócrata. También es conocido por ser un fan de Ayn Rand. Se sabe que él era el único miembro de Static-X que se pasaba en los foros de Internet sobre la banda. 
El 10 de febrero de 2005 fue arrestado en el Condado de Orange (California) por tener relaciones sexuales con una joven de la ciudad. Lo soltaron bajo fianza unas horas más tarde. Dos semanas después, el 24 de febrero de 2005, fue arrestado en California por detectives de Nueva Jersey por haber secuestrado y violado a una joven de 14 años en Sayreville, Nueva Jersey. La policía de Nueva Jersey alegó que Eisen había engañado a la niña por Internet en octubre de 2004 y culminó con un acto sexual el 7 de enero de 2005[cita requerida]. Al oír esto, la banda Static-X lo sustituyó por Koichi Fukuda, quien había sido el guitarrista de la banda desde el principio. 
Cuando le preguntaron a Wayne Static sobre Eisen, dijo: «Él sabía inmediatamente que lo íbamos a expulsar de la banda. Tuvimos que hacer eso». Cabe destacar que aparece en los créditos del disco Start A War como el guitarrista rítmico. El 24 de junio de 2005, Eisen aceptó su culpa en Californía de tener sexo con una menor de edad y fue condenado a un año en la prisión de California. Después de pasar desde febrero hasta septiembre de 2005 en prisión, Eisen fue puesto en libertad el 7 de octubre de 2005. Sin embargo, volvió a la cárcel el 10 de diciembre de 2008, tras una violación de la libertad condicional. Fue puesto otra vez en libertad el 19 de octubre de 2009.